# Sahar Fetrat
Sahar Fetrat (Afganistan, 1996) és una activista feminista, guionista i realitzadora de documentals.
Nascuda a Afganistan, Sahar Fetrat marxà a l'exili quan només tenia un any i visqué als camps de refugiats de l'Iran i de Pakistan durant el primer règim dels talibans. Finalment, pogué créixer a Kabul quan la seva família tornà a Afganistan a finals de 2006, quan ella tenia 10 anys. Sahar descobrí l'activisme feminista a l'adolescència, a Kabul.
Treballà per als serveis educatius de la UNESCO a Afganistan, advocant per l'educació de les dones a tot el país. Aconseguí experiències de primera ma treballant com a voluntària amb nens supervivents de la guerra amb l'organització Solace for the Children. Aviat decidí d'incorporar els seus punts de vista feministes als guions i fins i tot a la realització de pel·lícules documentals. N'ha signat dos, el primer This is Kabul ("Això és Kabul", en català), i el segon el 2013, sobre l'assatjament sexual al carrer, Do Not Trust My Silence ("No et refïis del meu silenci") guanyà el primer premi al Universo-Corto Elba Film Festival, a Itàlia. Sahar es defineix com una "feminista que navega entre l'activisme i l'academicisme", en el sentit que fa documentals alhora que destaca com a comentarista social. De fet, ambdós documentals intenten recuperar el lloc que correspon a les dones i noies afganeses en aquella societat. Més recentment, Sahar ha publicat articles on posa de relleu la lluita de les dones i les noies dins del seu país, cosa que esdevé particularment rellevant ara que els talibans han tornat al poder.
Sahar Fetrat es diplomà en Estudis Empresarials a la Universitat Americana d'Afganistan el 2018, i obtingué el màster en Estudis de Gènere a la Universitat Central Europea a Budapest el 2020. Actualment segueix estudiant el seu segon màster en Conflicte, Seguretat i Desenvolupament al departament d'Estudis de la Guerra al King's College de Londres.
Actualment viu a Londres i és investigadora assistent a la Divisió de drets de la dona de l'organització Human Rights Watch. Els interessos de recerca de la Sahar inclouen la teoria i la pràctica feministes de la descolonització, la teoria dels afectes, gènere i conflicte, dones a la guerra, i les masculinitats.